# Jde v kráse
Jde v kráse (1814, She Walks in Beauty) je krátká lyrická báseň anglického romantického básníka Georga Gordona Byrona napsaná v jambickém tetrametru. Tématem básně je výjimečná fyzická i vnitřní krása ženy bez jakéhokoliv náznaku vztahu mezi básníkem a touto ženou.
K napsání básně byl Byron inspirován krásou paní Anne Beatrix Wilmotové, manželky Byronova bratrance sira Roberta Wilmota, se kterou se seznámil 11. června roku 1814 na jednom londýnském večírku. Báseň Byron ještě téhož roku poskytl ke zhudebnění židovskému skladateli Isaacu Nathanovi pro jejich společný cyklus Hebrejské melodie (1815, Hebrew Melodies), vzniklý převážně na motivy starozákonních textů.
V průběhu času inspirovala báseň ke zhudebnění další skladatele, například Jeana Coultharda nebo Erica Barnuma. Britský hudební soubor Mediæval Bæbes zpívá celou báseň na svém albu The Huntress z roku 2012.

## Anglický text básně
She walks in beauty, like the night

Of cloudless climes and starry skies;

And all that's best of dark and bright

Meet in her aspect and her eyes

Thus mellow'd to that tender light

Which heaven to gaudy day denies.

One shade the more, one ray the less,

Had half impair'd the nameless grace

Which waves in every raven tress,

Or softly lightens o'er her face;

Where thoughts serenely sweet express

How pure, how dear their dwelling-place.

And on that cheek, and o'er that brow,

So soft, so calm, yet eloquent,

The smiles that win, the tints that glow,

But tell of days in goodness spent,

A mind at peace with all below,

A heart whose love is innocent!

## České překlady
Báseň byla knižně uveřejněna v následujících knihách:
- Lorda Byrona Hebrejské melodie, Praha: František Šimáček 1890, dvojí překlad Jaroslava Vrchlického a Josefa Václava Sládka.
- Lyrika: výbor, Praha: Mladá fronta 1959, uspořádal Jaroslav Hornát, překlad Hana Žantovská.
- Poutník z Albionu: výbor z díla, Praha: Československý spisovatel 1981, uspořádala a přeložila Hana Žantovská

| Jaroslav Vrchlický Jde v kráse jak noc zářící, jež bez mraků a plna hvězd; stín s jasem v luzné směsici jí v zrak i pohled vetkán jest v to měkké světlo blažící, jímž zářný den sám nemůž kvést. O paprsk míň, neb o stín víc a zpola čár je seslaben, jenž vlá v havraním lesku kštic a na čele plá přitlumen, kde myšlének dí na tisíc, jak dráh a čist jim stánek ten. Na čele tom, na tvářích těch vyprávi v tichu výmluvném i luzný smích i barev žeh, jak dobro sila v žití svém. o duši, jíž vlá míru dech, o srdci v lásce nevinném. | Josef Václav Sládek Jde v kráse, noc jak plná hvězd bez jediného oblaku; co v tmě i záři kouzla jest má v zjevu svém i ve zraku v tak měkkém světle, jak se nést můž na zem jenom v soumraku. Tu hlubší stín, tu mdlejší svit by nevýslovný zmenšil lad, jenž v havraních je vlasech skryt, jejž měkce vidět v líci plát, kde myšlének dí sladký klid, jak blaze jim tu přebývat. A na té tváři, na čele tak něžném, klidném, výmluvném vděk úsměvu, zář úběle jen vypráví o dobru všem, o duši v míru veselé a srdcí v lásce nevinném. | Hana Žantovská Jde v kráse, jako chodívá tma noci hvězdnou oblohou a světla krása zářivá i krása tmy v ní jedno jsou: přísvitu něžná přediva, jež pestré dny znát nemohou. Snad každý stín, snad každý třpyt navíc by půvab umenšil, jenž v havraním je vlasu skryt, zábleskem tvář jí osvětlil, kde myšlenky se zdají dlít tak čisté, jak zdroj čistý byl. A na tváři a na čele poklidném, mírném, výmluvném, prozradí úsměv nesměle dobro, jež je tu domovem, dny v čisté lásce probdělé a srdce vlídné k tvorům všem. | Václav Z. J. Pinkava Kráčí kol, plna noci krás bezmračných končin hvězdnatých; a výběr tmy a světla svaz má v držení a očích svých: Tak lahodí ji měkký jas nebem dni upřen, než by ztich. Stín přidat, paprsek či vzít, krátil bych půvab bez jména, havraní kadeř rozvlnit, kol skrání lehce prostřena; tvář, sladkých úvah dýše klid mysli, jež v ní dlí, zasněna. Na líci její, čele, kdež, je lad a tichá výřečnost, usměv zve, z něj nezáří než dobrota zažitá a ctnost, duše, jež mír všem snáší též, a srdce lásky nevinnost! |